# غلوتامات أحادية البوتاسيوم
غلوتامات أحادية البوتاسيوم (بالإنجليزية: Monopotassium glutamate)‏؛ مركب كيميائي، صيغته الجزيئية KC5H8NO4. وهو ملح البوتاسيوم لحمض الغلوتاميك.
يُستخدم هذا المركب مضافًا غذائيًّا في الطعام، ورقم الإي الخاص به هو E622. وهو بديل عديم الصوديوم لملح غلوتامات أحادية الصوديوم (MSG).